# Kyparissia

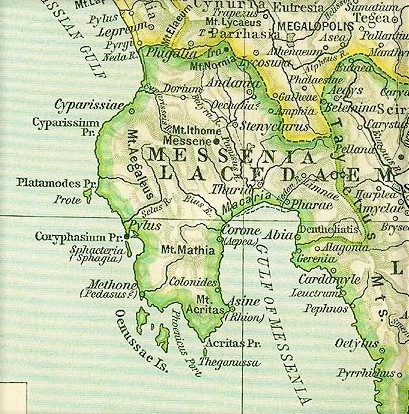
Karta över Messenien med Kyparissia utmärkt

Kyparissia (grekiska Κυπαρισσία) är en stad i den grekiska prefekturen Messenien. Den ligger i avsatser mellan berget Psychro och Kyparissiaviken på Peloponnesos västkust. Staden hade år 2001 ett invånarantal på 5 708.

## Historia
Det forntida Kyparissia omtalas redan i Iliaden och blev efter Epameinondas seger över Sparta år 369 f.Kr. försett med en av vågbrytare skyddad hamn. Under medeltiden, då staden efter 1205 liksom större delen av halvön tillhörde Villehardouins ätt, kallades den Arkadia. Efter att ha blivit förstört av Ibrahim Pascha år 1825 återtog Kyparissia, då det återuppbyggdes, sitt antika namn.